# 貝拉維斯塔德拉烏尼翁區
5°26′26″S 80°45′18″W / 5.4405°S 80.7551°W
貝拉維斯塔德拉烏尼翁區（西班牙語：Distrito de Bellavista de la Unión），是秘魯的一個區，位於該國西北部皮烏拉大區的塞丘拉省，始建於1965年1月29日，面積13.01平方公里，海拔高度13米，2005年人口3,920，人口密度每平方公里300人。